# Paralomys gerbillus
Paralomys gerbillus är en däggdjursart som beskrevs av Thomas 1900. Paralomys gerbillus är ensam i släktet Paralomys som ingår i familjen hamsterartade gnagare. Inga underarter finns listade. Artens taxonomi är omstridd, ibland listas den i släktet storörade möss (Phyllotis).

## Beskrivning
Individerna når en kroppslängd (huvud och bål) av 7 till 11 cm och en svanslängd av 7 till 12 cm. Ryggens päls har ockra färg med några svarta eller mörkbruna hår inblandade. Pälsen på undersidan är ljusgrå till vitaktig. Svansen är enfärgad eller ovansidan är något mörkare. Djurets har ganska stora öron. Arten skiljer sig i detaljer av kindtändernas konstruktion från storörade möss.
Denna gnagare förekommer i Sechuraöken i nordvästra Peru. Öknen ligger vid Andernas västra utlöpare och arten når där 3000 meter över havet. Paralomys gerbillus vistas i sandiga områden med några buskar av släktet Prosopis.